# Вікторія (Міннесота)
Вікторія (англ. Victoria) — місто (англ. city) в США, в окрузі Карвер штату Міннесота. Населення — 10 546 осіб (2020).

## Географія
Вікторія розташована за координатами 44°51′50″ пн. ш. 93°39′22″ зх. д. / 44.86389° пн. ш. 93.65611° зх. д. (44.863845, -93.656186).  За даними Бюро перепису населення США в 2010 році місто мало площу 25,34 км², з яких 20,74 км² — суходіл та 4,60 км² — водойми. В 2017 році площа становила 27,68 км², з яких 22,55 км² — суходіл та 5,13 км² — водойми.

## Демографія
Згідно з переписом 2010 року, у місті мешкало 7345 осіб у 2435 домогосподарствах у складі 2055 родин. Густота населення становила 290 осіб/км².  Було 2545 помешкань (100/км²).
Расовий склад населення:
| - 95,6 % — білих - 2,0 % — азіатів - 0,5 % — чорних або афроамериканців - 0,1 % — корінних американців |

До двох чи більше рас належало 1,5 %. Частка іспаномовних становила 2,0 % від усіх жителів.
За віковим діапазоном населення розподілялося таким чином: 32,9 % — особи молодші 18 років, 58,6 % — особи у віці 18—64 років, 8,5 % — особи у віці 65 років та старші. Медіана віку мешканця становила 38,9 року. На 100 осіб жіночої статі у місті припадало 98,7 чоловіків;  на 100 жінок у віці від 18 років та старших — 95,2 чоловіків також старших 18 років.
Середній дохід на одне домашнє господарство  становив 147 609 доларів США (медіана — 131 971), а середній дохід на одну сім'ю — 158 773 долари (медіана — 144 881). Медіана доходів становила 99 250 доларів для чоловіків та 69 306 доларів для жінок. За межею бідності перебувало 2,2 % осіб, у тому числі 1,3 % дітей у віці до 18 років та 1,3 % осіб у віці 65 років та старших.
Цивільне працевлаштоване населення становило 4208 осіб. Основні галузі зайнятості: освіта, охорона здоров'я та соціальна допомога — 18,3 %, науковці, спеціалісти, менеджери — 15,9 %, виробництво — 14,4 %, роздрібна торгівля — 13,7 %.